# Бранко Миљуш (уметник)
Бранко Миљуш (Горња Драготиња код Приједора 22. март 1936 — Београд 29. фебруар 2012) био је српски графичар и сликар. Бавио се мозаиком, витражом, илустрацијом, графичким дизајном и педагошким радом.

## Биографија
Са породицом је две године живио на железничкој станици Горња Драготиња, након чега се сели за Приједор. Почетком Другог светског рата у Приједор су са тенковима стигли Немци, а по њиховом одласку у град су дошле усташе. Усташе су њега, сестру и мајку из Приједора одвеле у Дубицу, гдје је био припремљен транспорт за Јасеновац. У Дубици је рањен шрапнелом у ногу. Транспорт је умјесто у Јасеновац отишао у Гарешницу између Загреба и Бјеловара. У Гарешници су привремено смјештени код једне породице, а затим су ступили у контакт са његовим најстаријом братом Миланом. Милан је преко веза обезбједио аусвајсе са којима им је обезбјеђен пролаз у Србију, након чега долазе у Београд. У Београду му је учитељ био Миладин Зарић, човек који је 20. октобра 1944. године спасао Стари савски мост од рушења.
Миљуш је завршио сликарски одсек на Академији ликовних уметности у Београду 1958. у класи професора Недељка Гвозденовића и магистраске студије графике код професора Бошка Карановића 1961. Специјализовао је графику у атељеу Џонија Фридландера у Паризу.
Био је сликар, графичар, мозаичар и витражиста. Бавио се илустрацијом и графичким дизајном и педагошким радом.
Био је редовни професор на Факултету ликовних уметности у Београду, Академији лепих уметности у Београду, Академији уметности у Бањој Луци и гостујуци професор на неколико факултета у Србији.
Умро је у Београду Београду 29. фебруар 2012. године и сахрањен је 3. марта 2012. у Алеји заслужних грађана на Новом гробљу у Београду.

## Награде и признања
Бранко Миљуш је добитник 22 престижне награде, међу којима су најзначајније:
- награда на првом Октобарском салону,
- „Политикине“ награде,
- награде на међународној излозби "Bianco e nero" у Лугану...
- освојио је и Велики печат Галерије „Графички колектив“,
- прву награду за сликарство на излозби "Ex tempore" у Пирану,
- награду "Piter Ludvig" у Бечу,
- награде за животно дело „Златни беочуг“ и
- Седмојулске награде Републике Србије.

## Изложбе
Имао је 40 самосталних изложби и неколико стотина колективних изложби у земљи и иностранству.

### Одабране самосталне изложбе
- 2008. Галерија Хаос, Београд
- 2005. Народни музеј, Пожаревац
- 2003. Галерија 107, Земун
- 2002. Лазарева, Ковин
- 2001. Градска галерија, Зрењанин
- 1999. Галерија Прогрес, Београд
- 1996. Национална галерија, Хараре, Зимбабве
- 1993. Музеј савремене уметности, Београд

### Одабране међународне изложбе
- 2005. Cremona art and the printing press
- 1999. Међународна изложба графике, Љубљана, Словенија
- 1998. Међународна изложба графике: БГД 98, Београд
- 1989. Међународна изложба графике, Варна, Бугарска
- 1986. Међународна изложба Tonozancanario vico arte 86, Фиренца, Италија

## Занимљивости
Режисер Симо Брдар је 2008. снимио документарни филм „Градина“, у коме Бранко Миљуш говори о свом раном животу који је обиљежио његов рад.